# Ferguson (Iowa)
Ferguson è un comune degli Stati Uniti d'America, situato nello Stato dell'Iowa, nella contea di Marshall.